# Buapichthys
Buapichthys gracilis è una specie di pesce osseo estinto, appartenente ai crossognatiformi. Visse nel Cretaceo superiore (Turoniano) e i suoi resti fossili sono stati ritrovati in Messico. 

## Descrizione
Buapichthys si distingue per una combinazione unica di caratteristiche morfologiche. Presenta un corpo slanciato e una testa dotata di spine cefaliche. Possiede tre postcleitri ipertrofici e pinne pelviche posizionate posteriormente rispetto alla pinna dorsale. Il primo e l'ultimo pterigiòforo dorsale sono modificati in scudi e la pinna dorsale presenta proiezioni ossee.

## Classificazione
La specie Buapichthys gracilis è stata descritta nel 2025 sulla base di due esemplari provenienti dai depositi del Turoniano della cava di San José de Gracia, situata a Molcaxac, nello stato di Puebla, nel Messico centrale.
L'analisi delle caratteristiche osteologiche indica che Buapichthys gracilis appartiene all'ordine estinto Crossognathiformes, e somiglianze sono state riscontrate in particolare con i membri del sottordine Pachyrhizodontoidei.
La scoperta di Buapichthys gracilis ha contribuito all'aumento della diversità del gruppo; Buapichthys gracilis rappresenta la settima specie di Crossognathiformes segnalata in Messico. L'analisi della biodiversità di questo ordine nel tempo indica che una grande diversificazione si è verificata tra l'Albiano e il Turoniano. Il record fossile messicano gioca un ruolo significativo in questa diversità: circa il 18% delle specie conosciute per questo periodo proviene da questa regione.